# Dwór w Nowej Wsi
Dwór w Nowej Wsi – zabytkowy dwór wybudowany w miejscowości Nowa Wieś.

## Historia
Dwuskrzydłowy renesansowy dwór zbudowany w 1585 z zabudowaniami gospodarczymi i bramą. Przed wejściem do dworu stoi figura św. Jana Nepomucena z XVIII w.

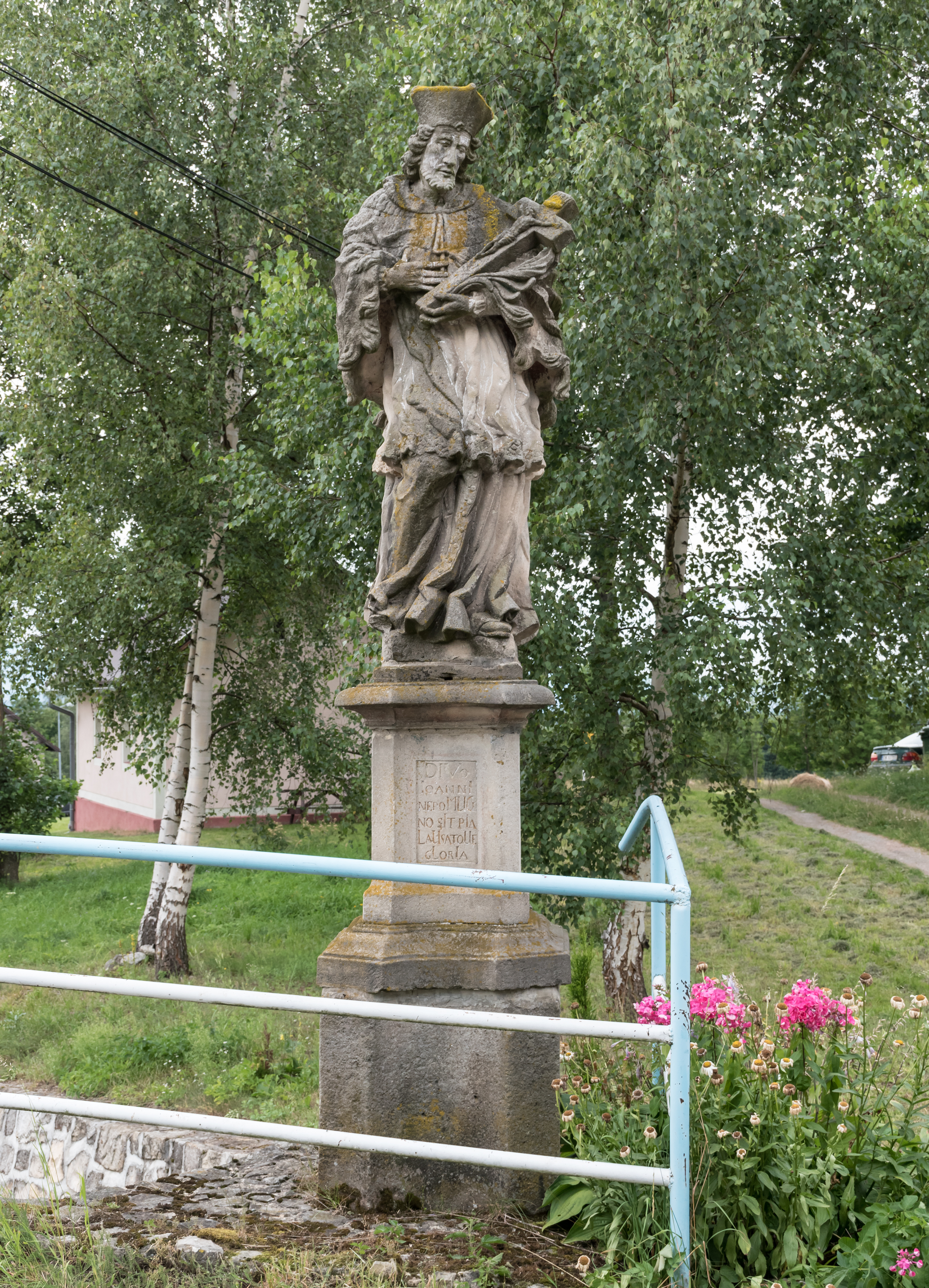
Figura Nepomucena